# Den sista kvinnan
Den sista kvinnan (franska: La dernière femme, italienska: L'ultima donna) är en fransk-italiensk dramafilm från 1976 i regi av Marco Ferreri med Gérard Depardieu och Ornella Muti i huvudrollerna.
Depardieu nominerades för Césarpriset 1977 i kategorin bästa manliga huvudroll för sin rollprestation.

## Medverkande
- Ornella Muti – Valèrie
- Gérard Depardieu – Gérard
- Michel Piccoli – Michel
- Renato Salvatori – René
- Giuliana Calandra – Benoîte
- Zouzou – Gabrielle
- Benjamin Labonnelie – Pierrot